# Minutes to Midnight
Minutes to Midnight은 미국 록 밴드 린킨 파크의 세 번째 정규 음반이다. 2007년 5월 14일에 발매하였으며 발매 후 미국, 영국과 캐나다를 포함한 기타 15 국가 차트에서 1위로 차트에 데뷔하였다.. 음반의 프로듀싱은 마이크 시노다와 릭 루빈이 맡았다.
린킨 파크는 정규 3집 음반 작업을 2003년부터 시작했으나, 2004년 Meteora 투어와 이후 마이크 시노다의 포트 마이너, 체스터 베닝턴의 데드 바이 선라이즈 등 멤버들의 사이드 프로젝트로 인해 작업을 연기하였다. 이후 활동을 마치고 릭 루빈과 마이크 시노다가 음반의 프로듀싱을 맡으며 작업을 시작했다. 이후 좀 더 음악적인 방향을 바꾸는데 의의를 두고 음반 제작 중 시행착오를 겪으며 음반 발매를 연기하였다. 이후 믹싱 작업과 추가 녹음 작업, 음반의 자켓 작업을 거쳐 2007년 4월, 첫 번째 싱글로 "What I've Done"을 발매하였다. 이후 5월 14일에 정규 음반을 발매하였다.
발매 후 미국을 비롯한 뉴질랜드, 이탈리아, 아일랜드, 오스트레일리아에서 더블 플래티넘을, 캐나다와 프랑스, 스위스, 영국에서는 플래티넘을 기록하였다..
이러한 상업적인 성공에도 불구하고 Minutes to Midnight은 비평가들에게서 많은 상반된 평가를 받았는데, 롤링 스톤에선 2007년 최고의 음반 25에 올랐고 빌보드가 선정한 10년 간 발매한 200개의 음반 중 154위에 선정되었다.

## 발매
Minutes to Midnight는 발매 전 여러 차례 발매 일정이 연기되었다. 애당초 음반 발매를 2006년 여름에 발매하려고 했으나, 이후 2006년 가을로 연기하였다가 또 다시 2007년 초로 연기하였다. 최종적으로 음반의 발매일을 2007년 5월 14일로 정하였고, 캐나다에서는 보다 하루 늦은 5월 15일에 발매되었다.
미국에서는 음반을 발매한 첫 주에 62만 5천장을 판매하였으며, 전 세계적으로는 발매 후 4주까지 330만장의 판매고를 기록하였다.

## 수록곡
전체 작사: 체스터 베닝턴, 마이크 시노다. 전체 작곡: 린킨 파크
| #             | 제목                            | 데모 및 작업 이름           | 재생 시간 |
| ------------- | ------------------------------- | --------------------------- | --------- |
| 1.            | Wake                            | "WAKE Album Intro Idea"     | 1:40      |
| 2.            | Given Up                        | "21 Stitches"               | 3:09      |
| 3.            | Leave Out All the Rest          | "Fear"/"When My Time Comes" | 3:31      |
| 4.            | Bleed It Out                    | "Accident"                  | 2:44      |
| 5.            | Shadow of the Day               | "Saint"                     | 4:52      |
| 6.            | What I've Done                  | "Regrets"                   | 3:25      |
| 7.            | Hands Held High                 | "Song Q"                    | 3:53      |
| 8.            | No More Sorrow                  | "EBow Idea"                 | 3:41      |
| 9.            | Valentine's Day                 | "Love and Sadness"          | 3:16      |
| 10.           | In Between                      | "Apologies"                 | 3:16      |
| 11.           | In Pieces                       | "Pictures"                  | 3:38      |
| 12.           | The Little Things Give You Away | "Drum Song"                 | 6:23      |
| 총 재생 시간: | 총 재생 시간:                   | 총 재생 시간:               | 43:31     |

| #   | 제목                             | 데모 및 작업 이름                  | 재생 시간 |
| --- | -------------------------------- | ---------------------------------- | --------- |
| 13. | No Roads Left                    | "Patients"/"No Roads Left But One" | 3:52      |
| 14. | What I've Done (Distorted remix) |                                    | 3:50      |
| 15. | Given Up (Third encore session)  |                                    | 3:09      |

| #   | 제목                  | 재생 시간 |
| --- | --------------------- | --------- |
| 13. | Faint (Live in Japan) | 2:46      |

| #   | 제목                             | 재생 시간 |
| --- | -------------------------------- | --------- |
| 13. | Faint (Live in Japan)            | 2:46      |
| 14. | No Roads Left                    | 3:52      |
| 15. | What I've Done (Distorted remix) | 3:50      |
| 16. | Given Up (Third encore session)  | 3:09      |

| #   | 제목                                  | 재생 시간 |
| --- | ------------------------------------- | --------- |
| 13. | What I've Done (Live at AOL Sessions) | 3:29      |
| 14. | No Roads Left (pre-order only)        | 3:52      |

| #   | 제목                                    | 재생 시간 |
| --- | --------------------------------------- | --------- |
| 13. | Breaking the Habit (Live at soundcheck) | 4:25      |
| 14. | What I've Done (Live at soundcheck)     | 3:24      |

| #   | 제목                                  | 재생 시간 |
| --- | ------------------------------------- | --------- |
| 13. | What I've Done (Live at AOL Sessions) | 3:29      |
| 14. | No More Sorrow (Live at AOL Sessions) | 3:45      |

| #  | 제목               | 재생 시간 |
| -- | ------------------ | --------- |
| 1. | One Step Closer    |           |
| 2. | Lying from You     |           |
| 3. | Somewhere I Belong |           |
| 4. | No More Sorrow     |           |
| 5. | Papercut           |           |

| #  | 제목            | 재생 시간 |
| -- | --------------- | --------- |
| 1. | What I've Done  | 7:27      |
| 2. | One Step Closer | 4:10      |
| 3. | Faint           | 4:07      |

## 차트 및 판매량
| 차트                      | 배급사                   | 순위 | 인증        | 판매량     |
| ------------------------- | ------------------------ | ---- | ----------- | ---------- |
| 아르헨티나 음반 차트      | CAPIF                    | 1    |             |            |
| 오스트레일리아 음반 차트  | ARIA                     | 1    | 2× 플래티넘 | 140,000    |
| 오스트리아 음반 차트      | 미디어 컨트롤 유럽       | 1    | 2× 플래티넘 | 40,000     |
| 벨기에 플랑드르 음반 차트 | 울트라톱                 | 2    | 골드        | 15,000     |
| 벨기에 월로니언 음반 차트 | 울트라톱                 | 2    | 골드        | 15,000     |
| 캐나다 음반 차트          | 넬센 사운드스캔          | 1    | 플래티넘    | 195,000+   |
| 체코 음반 차트            | IFPI                     | 1    | 골드        | 5,000      |
| 덴마크 음반 차트          | IFPI/넬센 뮤직 컨트롤    | 2    |             |            |
| 에스토니아 음반 차트      | 페드로비트               | 1    |             |            |
| 유럽 탑 100 음반 차트     | IFPI                     | 1    |             |            |
| 핀란드 음반 차트          | GLF                      | 1    | 골드        | 15,000     |
| 프랑스 음반 차트          | SNEP/IFOP                | 1    | 플래티넘    | 190,400    |
| 독일 음반 차트            | IFPI                     | 1    | 5× 골드     | 500,000+   |
| 그리스 음반 차트          | IFPI                     | 1    | Gold        | 16,000+    |
| 헝가리 탑 40 음반 차트    | 마하츠                   | 1    | 골드        |            |
| 아일랜드 음반 차트        | IRMA                     | 1    | 2× 플래티넘 | 30,000+    |
| 이스라엘 음반 차트        | 뮤지카네토               | 5    |             |            |
| 이탈리아 음반 차트        | FIMI                     | 1    | 2× 플래티넘 | 180,000    |
| 일본 음반 차트            | 오리콘                   | 1    | 플래티넘    | 377,620    |
| 한국 세계 음반 차트       | 한터                     | 1    | 골드        | 21,000     |
| 멕시코 탑 100 음반 차트   | 아프로폰                 | 2    | 골드        | 50,000     |
| 네덜란드 음반 차트        | NVPI/메가 차트           | 2    |             |            |
| 뉴질랜드 음반 차트        | RIANZ                    | 1    | 2× 플래티넘 | 30,000     |
| 노르웨이 음반 차트        | VG 네트                  | 1    |             |            |
| 폴란드 음반 차트          | ZPAV                     | 2    | 골드        | 35,000     |
| 포르투갈 음반 차트        | AFP                      | 3    | 플래티넘    | 20,000     |
| 스페인 음반 차트          | 프로무시카/미디어 컨트롤 | 2    |             |            |
| 스웨덴 음반 차트          | Sverigetopplistan        | 1    | 골드        | 20,000     |
| 스위스 음반 차트          | 미디어 컨트롤 유럽       | 1    | 플래티넘    | 30,000     |
| 대만 5-뮤직 서부 차트     | 파이브 뮤직              | 1    | 골드        | 35,000     |
| 대만 G-뮤직 서부 차트     | G-뮤직                   | 1    | 골드        | 35,000     |
| 대만 음반 차트            | G-뮤직/파이브 뮤직       | 2    | 골드        | 35,000     |
| 영국 음반 차트            | OCC                      | 1    | 1x 플래티넘 | 300,000+   |
| 미국 빌보드 200           | 빌보드                   | 1    | 2x 플래티넘 | 2,915,000+ |
| 미국 컴프레시브 앨범      | 빌보드                   | 1    | 2x 플래티넘 | 2,915,000+ |
| U.S. 탑 디지털 앨범       | 빌보드                   | 1    | 2x 플래티넘 | 2,915,000+ |
| U.S. 탑 인터넷 앨범       | 빌보드                   | 1    | 2x 플래티넘 | 2,915,000+ |
| U.S. Top Rock Albums      | 빌보드                   | 1    | 2x 플래티넘 | 2,915,000+ |

## 싱글
음반을 발매한 후 "What I've Done"을 시작으로 "Bleed It Out", "Shadow of the Day", "Given Up", "Leave Out All the Rest까지 음반에서 총 다섯 개의 싱글 음반을 발매했다.
이 중 "Given Up"과 "Leave Out All the Rest"는 2008년 3월까지 싱글 음반으로 발매되지 않았음에도 불구하고, "Given Up"은 정규 음반 발매 직후인 2007년에 빌보드 핫 100 차트와 빌보드 팝 100 차트에서 각각 99위와 78위에 올랐다. 또한 "Leave Out All the Rest"는 2007년에 이미 빌보드 팝 100 차트에서 98위에 올랐으며 이어 빌보드 버블링 언더 핫 100 싱글 차트에서 17위를 기록하였다.
또한 같은 해, 같은 음반의 수록곡인 "Hands Held High" 와 "No More Sorrow" 또한 버블링 언더 핫 100 싱글 차트에서 각각 23위, 24위를 기록하였다.
| 발매 | 곡                              | 차트 순위 | 차트 순위 | 차트 순위 | 차트 순위 | 차트 순위 | 차트 순위 | 차트 순위 | 차트 순위 | 차트 순위 | 차트 순위 | 차트 순위 | 차트 순위 | 차트 순위 | 차트 순위 | 차트 순위 | 차트 순위 |                     |
| 발매 | 곡                              | U.S.      | U.S. Alt. | U.S. Main | AUS       | NZ        | UK        | BEL       | FIN       | FRA       | GER       | ITA       | IRE       | NLD       | NOR       | SWE       | SWI       |                     |
| ---- | ------------------------------- | --------- | --------- | --------- | --------- | --------- | --------- | --------- | --------- | --------- | --------- | --------- | --------- | --------- | --------- | --------- | --------- | ------------------- |
| 2007 | "What I've Done" (2x Platinum)  | 7         | 1         | 1         | 13        | 9         | 6         | 26        | —         | —         | 4         | 3         | 15        | 28        | 12        | 6         | 6         | Minutes to Midnight |
| 2007 | "Bleed It Out" (Platinum)       | 52        | 2         | 3         | 24        | 7         | 29        | —         | —         | —         | 40        | —         | —         | —         | —         | 14        | 42        | Minutes to Midnight |
| 2007 | "Shadow of the Day" (Platinum)  | 15        | 2         | 6         | 15        | 13        | 46        | —         | —         | 20        | 12        | —         | —         | —         | —         | 20        | 11        | Minutes to Midnight |
| 2008 | "Given Up"                      | 99        | 4         | 5         | —         | —         | —         | 47        | —         | —         | 53        | —         | —         | —         | —         | —         | —         | Minutes to Midnight |
| 2008 | "Leave Out All the Rest" (Gold) | 94        | 11        | 33        | 24        | 38        | 90        | —         | 19        | —         | 15        | —         | —         | —         | —         | 42        | 36        | Minutes to Midnight |

## 기타
- 2007년 12월 20일, 《기타 히어로3 : 레전드 오브 락》 워너브라더스 레코드 팩에 "No More Sorrow"가 수록되었다.
- "What I've Done"이 《기타 히어로 월드 투어》에 수록되었으며 또한 영화 《트랜스포머》에 수록되었다.
- "Leave Out All the Rest"는 영화 《트와일라잇》에 삽입되었으며 영화 사운드트랙에도 수록되었다.
- "Given Up"은 영화 《아드레날린 24》의 예고편에 삽입되었으며 또한 영화에서는 체스터 베닝턴이 카메오 출연을 하였다. 그리고 비디오 게임 《록 레볼루션》에 마스터 트랙으로 삽입되었다.
- BBC의 TV 프로그램 쇼인 《커밍 오브 에이지》에 CD가 나온다.
- CSI 과학수사대 중 곡과 같은 제목의 에피소드인 "Leave Out All the Rest"에서 에피소드 초반과 마지막 무렵에 사용되었다.

## 제작 참여
| 린킨 파크 - 체스터 베닝턴 – 리드 보컬 - 롭 버든 – 드럼, - 브래드 델슨 – 리드 기타, 대선 작곡 (트랙 3, 5, 7, 12) - 데이비드 "피닉스" 파렐 – 베이스, - 조셉 한 – 턴테이블, 신시사이저, 프로그래밍, 샘플링 - 마이크 시노다 – 리드 보컬, 리듬 기타, 키보드, 백킹 보컬, 녹음 프로듀서, 대선 작곡 (트랙 3, 5, 7, 12) 제작 - 릭 루빈 – 제작 - 앤드류 쉽스 – 오디오 엔지니어 - 다나 넬센 – 엔지니어링 - 에탄 메이트 – 엔지니어링 - 필립 브로새드 주니어 – 엔지니어링 어시스턴트 - 닐 애브런 – 믹싱 - 조지 검프스 – 믹싱 어시스턴트 - 니콜라스 포니어 – 믹싱 어시스턴트 - 데이브 콜린스 – 오디오 마스터링 | 객원 참여 - 데이비드 캠벨 – 대선 작곡 및 지휘 (트랙 3, 5, 7, 12) - 오스카 하이델고 – 베이스 (트랙 3, 5, 7, 12) - 아르멘 가라베디안 – 바이올린 (트랙 3, 5, 7, 12) - 찰리 바이셔렛 – 바이올린 (트랙 3, 5, 7, 12) - 게리 힐레라 – 바이올린 (트랙 3, 5, 7, 12) - 조세피나 베르가라 – 바이올린 (트랙 3, 5, 7, 12) - 줄리앙 홀마크 – 바이올린 (트랙 3, 5, 7, 12) - 마리오 드리온 – 바이올린 (트랙 3, 5, 7, 12) - 나탈리 리그렛 – 바이올린 (트랙 3, 5, 7, 12) - 사라 파킨스 – 바이올린 (트랙 3, 5, 7, 12) - 송아 리 킷토 – 바이올린 (트랙 3, 5, 7, 12) - 앤드류 픽큰 – 비올라 (트랙 3, 5, 7, 12) - 맷 퓨네스 – 비올라 (트랙 3, 5, 7, 12) - 래리 코버트 – 첼로 (트랙 3, 5, 7, 12) - 수지 카타야마 – 첼로 (트랙 3, 5, 7, 12) |